# أنجيلا تشاو
أنجيلا تشاو هي ممثلة كندية، ولدت في 5 أغسطس 1972 في تايبيه في تايوان.

## وصلات خارجية
- أنجيلا تشاو على موقع IMDb (الإنجليزية)